# Domènec de Guzmán Ciscar Moncho
Domènec de Guzman (Tavernes de la Valldigna, València, 4 d'agost de 1964) és un actor català de cinema, teatre i televisió. La seva carrera es desenvolupa majoritàriament a Catalunya, on forma part de diferents companyies teatrals i sèries de televisió. És a la pantalla de TV3, concretament el canal del super 3, on aconsegueix popularitat el seu personatge de Senyor Pla, el dolent de la pelicula, en el programa de Club Súper 3, paper que interpreta durant 15 anys.

## Biografia
Domènec de Guzman va néixer a Tavernes de la Valldigna. Va realitzar diversos cursos d'Arts Plàstiques i Psicologia a València, disciplines que canvia per la construcció de personatges. Es trasllada a Barcelona on inicia estudis teatrals en el Col·legi del Teatre. Es diploma en dinamització teatral i té el seu primer paper al cinema sota la direcció de Ventura Pons en Puta Misèria!. Posteriorment, contínua els seus estudis i es llicencia en Art Dramàtic a l'Institut del Teatre de Barcelona.
Compagina els seus estudis i primeres aparicions en televisió i teatre amb els de gerent de discoteca, barman, ajudant de mestre cocteler i cambrer en "brigades de luxe". Es transforma en ninot amb habilitats humanes per al Museu de Cera de Barcelona i, poc temps després, finalitza els estudis de tècnic en Gestió Cultural.

## Trajectòria professional
Participa en la cerimònia de clausura dels Jocs Olímpics de Barcelona de l'any 1992 amb El Tricicle i, poc després, forma La Provisional, companyia teatral amb seu al Reial Cercle Artístic de Barcelona.
El 1994, s'allista al teatre d'avantguarda amb La Fura dels Baus en el seu primer espectacle tecnològic (MTM) amb gira nacional i europea.
Forma part de la sèrie de TV3, Estació d’enllaç i just després participa en el programa “A la babalà”, en Canal 9 de la Televisió Valenciana, amb la seva pròpia secció en la qual dona vida al Savi Xinxeta.
Es submergeix en el món del circ, de la mà de la companyia Monti & Cia com Clown (Carablanca), fent temporades amb el Circ Raluy, el Circ Crac, de Tortell Poltrona, o el Circ Sensacions (direcció Álvarez Lorenzana).
Participa en diversos textos clàssics de teatre d'autors com Shakespeare, al Festival Grec de Barcelona, Valle Inclán a la Fundació de les Arts Escèniques de València, o Lope de Vega, amb la seva obra El gos de l'hortolà sota la batuta de Magüi Mira amb gira per Espanya i temporada en el Fernán Gómez Centro Cultural de la Vila. Segueix amb el vers de Lope de Vega en Fuenteovejuna per al TNC i temporada en el Nacional Clàssic.
S'introdueix al teatre contemporani americà per al TNC amb l'obra Panorama donis del pont d'Arthur Miller. També participa en Començaments sense fi, obra teatral basada en textos de Franz Kafka, per al TNC, amb direcció de Georges Lavaudant.
Intervé en la creació de l'espectacle Grottesco per al Fòrum de les Cultures de 2004 de Barcelona com Mestre de Cerimònies (Mesié Loyal) i fa temporades al Teatre Lliure (amb Pallassos de Nadal) i al Teatre de l'Abadia de Madrid amb Fools-Folls Arxivat 2021-11-29 a Wayback Machine., sota la direcció de Marc Montserrat Drukker i posada en escena de Joan Font.
Passa pel teatre musical amb l'obra Chicago, producció de Coco Comín. També exerceix com a Showman cantant a l'Orquestra Kontinental.
Intèrpret musical (veu en diversos temes) sota la batuta i composició de Marc Parrot en varies produccions amb temes que formen part de la banda sonora del programa Club Súper 3 de TV3, i temporada al Teatre Victòria de Barcelona amb el musical Es Castell embruixat, produït per TV3 i la companyia Dagoll Dagom.
En les seves incursions al món del cinema i la televisió es converteix en home gris oportunista, guàrdia civil d'època, pinxo de mercat ambulant, alegre divorciat, jugador addicte o cap de taller mecànic. Al 2006, es converteix en un dels personatges del programa del Club Super3, produït per TV3, donant vida al Sr. Pla, el malvat i avar llogater, paper que interpreta durant 15 anys.
Finalitzat el projecte amb TV3, torna al cinema l’any 2022 amb el western L'Escanyapobres del director Ibai Abad.

## Filmografia[calcitació]

### Pel·lícules
| Any  | Títol                      | Personatge            | Director          |
| ---- | -------------------------- | --------------------- | ----------------- |
| 1989 | Puta misèria!              | Repartiment           | Ventura Pons      |
| 1989 | El pont de Varsòvia        | Periodista            | Pere Portabella   |
| 1990 | Això no és una pel·lícula  | Gàngster              | Francesc Casanova |
| 1992 | Los mares del sur          | Repartiment           | Manel Esteban     |
| 1993 | Monturiol                  | Camàlic               | Francesc Bellmunt |
| 1999 | La ciudad de los prodigios | Mosso estació         | Mario Camús       |
| 2006 | Coronel Macià              | Sargent Guàrdia Civil | Josep Maria Forn  |
| 2007 | La vida abismal            | Jugador madur         | Ventura Pons      |
| 2022 | Escanyapobres              | Alfredo               | Ibai Abad         |

## Sèries[calcitació]
| Any       | Sèrie                         | Personatge            | Canal       |
| --------- | ----------------------------- | --------------------- | ----------- |
| 1996-1998 | Estació d'enllaç              | Guardia de Seffuretat | TV3         |
| 1998      | Sota el signe de... Tauro     | Agustí                | TV3         |
| 1998-1999 | A la Babalà                   | Savi Xinxeta          | Canal 9 TVV |
| 1999      | Plats Bruts                   | Infermer              | TV3         |
| 2000      | Des del balcó                 | Milicià (Masover)     | TV3         |
| 2001      | L'estratègia del Cucut        | Operari               | TV3         |
| 2003      | Joc i Mentides                | Client 1              | TV3         |
| 2004      | Estocolm                      | Cap de taller         | TV3         |
| 2007      | El estafador                  | Felipe                | Telemovie   |
| 2008      | Buscando al hombre perfecto   | Oriol                 | Telemovie   |
| 2015      | Solisombra                    | Alegre divorciat      | Webserie    |
| 2015      | Super 3: el musical           | Sr. Pla               | TV3         |
| 2015      | Oh Happy Nens! (Oh Happy Day) | Sr. Pla               | TV3         |
| 2006-2021 | Club Super 3                  | Sr. Pla               | TV3         |

## Teatre[calcitació]
| Obra                                         | Año       | Dirección               |
| -------------------------------------------- | --------- | ----------------------- |
| La canción de la isla                        | 1989      | Creació pròpia          |
| Forty Boys: Salto a la Carpa                 | 1991      | Creació pròpia          |
| Literatura de Arthur Schnitzler              | 1992      | Gabriel Piñuel          |
| MTM                                          | 1994      | La Fura dels Baus       |
| Picadillo i Canelons                         | 1995      | Lourdes Barba           |
| Treball d'amor perdut de William Shakespeare | 1995      | Ferran Madico           |
| Chicago                                      | 1998      | Marc Montserrat-Drukker |
| L'inspector                                  | 1998      | Joan Raja               |
| Fools-folls (Monti & Cia)                    | 1999-2000 | Marc Montserrat-Drukker |
| Creieu-me, un esperit se m'ha ficat al cos   | 2001      | Jaume Mallofré          |
| Pallassos de Nadal (Monti & Cia)             | 2001      | Joan Montanyès          |
| Coriolà de William Shakespeare               | 2002      | Georges Lavaudant       |
| El perro del Hortelano de Lope de Vega       | 2002      | Magüi Mira              |
| Començaments sense fi                        | 2003      | Georges Lavaudant       |
| Las comedias bárbaras de Valle Inclán        | 2003      | Bigas Luna              |
| Grottesco (Monti & Cia)                      | 2004      | Joan Montanyès          |
| Venecia                                      | 2005      | Ever Blanchet           |
| Fuenteovejuna de Lope de Vega                | 2005      | Ramón Simó              |
| Panorama des del pont de Arthur Miller       | 2006      | Rafel Duran             |
| El castell embruixat                         | 2013-2014 | Dagoll Dagom            |

### EspectaclesClub Super 3(2007-2018)[calcitació]
- Salvem la Lila – espectacle a l'Estadi Olímpic de Barcelona
- Roc, fes-li un petó – espectacle a l'Estadi Olímpic de Barcelona
- Volem canal Super3 – espectacle a l'Estadi Olímpic de Barcelona
- Fem un salt – espectacle a l'Estadi Olímpic de Barcelona
- Uh! Oh! No tinc por! – espectacle a l'Estadi Olímpic de Barcelona
- Em moc, em moc – espectacle a l'Estadi Olímpic de Barcelona
- Connectem – espectacle a l'Estadi Olímpic de Barcelona
- Sóc així – espectacle a l'Estadi Olímpic de Barcelona
- Arkandú – espectacle a l'Estadi Olímpic de Barcelona
- 6Q – espectacle a l'Estadi Olímpic de Barcelona
- Tenim el poder – espectacle a l'Estadi Olímpic de Barcelona
- L'illa dels tortugues – espectacle al Palau Sant Jordi de Barcelona